# 气垫登陆艇

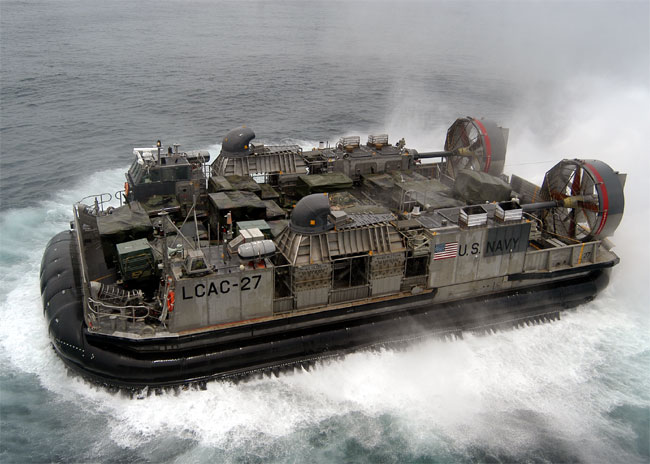
美國海軍的LCAC氣墊登陸艇

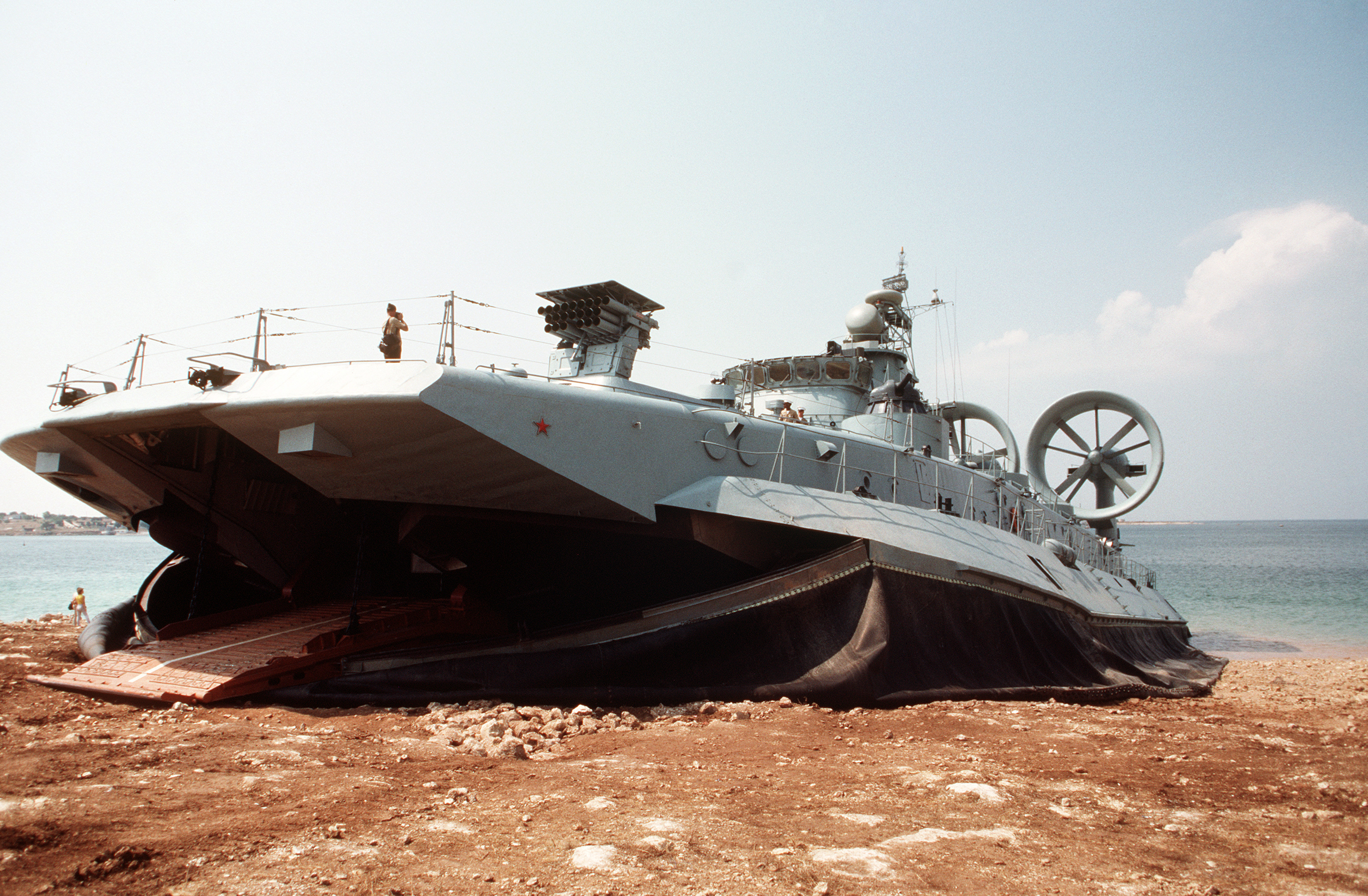
俄羅斯海軍的欧洲野牛级气垫登陆艇

气垫登陆艇是一种使用气垫船技术的登陆艇。

## 特点
在两栖作战中，传统的船式登陆艇只能登陆全世界大约15%的海岸线，而60年代後開發的气垫登陆艇则能达到70%，因此其适应性有了大幅提高，同时其速度也较传统登陆艇更快，並能載運主戰坦克和掩護陸戰隊上岸，氣墊船完全改變了兩棲登陸的遊戲規則。
例如中型气垫登陆艇一般至少可装载一辆主战坦克或者多辆步兵战车，以及数量不等的士兵。船坞登陆舰和一些两栖攻击舰中能装载这些中小型的气垫登陆艇，可借此实施快速的登陆作战。而特别庞大的如蘇聯關發的欧洲野牛级气垫登陆艇则无法被其他两栖战舰容纳，需要单独进行海上的长程航行。

## 各国型号
美国
- LCAC-1級氣墊登陸艇（英语：Landing_Craft_Air_Cushion）
- LCAC-100級氣墊登陸艇（英语：Ship-to-Shore_Connector）

 英国
- LCAC(L)型氣墊登陸艇（英语：Griffon_2000TD_hovercraft）。
- GRSE 8000 TD級氣墊登陸艇（英语：Griffon-GRSE_8000_TD-Class_Hovercraft）

- 1206.1型 Murena-E（英语：Tsaplya-class_LCAC）
- LSF-1氣墊登陸艇
- 黑鳶級氣墊登陸艇（LCAC-1級授權生產版）

 俄羅斯/ 乌克兰
- 12321型（英语：Aist-class_LCAC）
- 歐洲野牛級氣墊登陸艇
- 1206型氣墊登陸艇（英语：Lebed-class LCAC）[1]
- 1206.1型 Murena-E（英语：Tsaplya-class_LCAC）

 中华人民共和国
- 716型氣墊登陸艇。
- 722型/金沙II氣墊登陸艇
- 724型气垫登陆艇
- 726型气垫登陆艇
- 958型氣墊登陸艇